# Czabahar
Czabahar (pers. چابهار, Chābahār, alt. Chāh Bahār) – miasto portowe w południowo-wschodnim Iranie, w ostanie Sistan i Beludżystan, położone nad Zatoką Omańską.
W 2011 roku miasto liczyło 85 633 mieszkańców; dla porównania, w 2006 było ich 73 098, a w 1996 – 34 618.
W miejscowości znajduje się akademia morska oraz lotnisko.